# プロレス用語一覧
プロレス用語一覧（プロレスようごいちらん）は、プロレスで使用される隠語とスラングを含む用語の一覧である。

## あ行
アングル
試合展開、リング外の抗争などに関して前もって決められる仕掛け、段取り、筋書きのことである。
アメリカンプロレス
WWEに代表されるストーリーラインと劇場的な演出を重視するスタイルのことである。
アンダーカード
メインイベントの前に行われる試合（前座）のことである。非公認試合、興行の事情などで来場者にのみ限定公開する特殊な試合は「ダーク・マッチ」と呼ばれる。
インディー
小規模プロレス団体、地域密着型プロレス団体のことである。
裏技
目潰し、噛みつき、指折り、肛門に指をいれるなどの勝つために手段を選ばない技のことである。
X
出場選手が未定または当日発表の際に用いられる表記方法のことである。Xが同一興行内に複数人存在する場合はXの文字数を増やしたり、別のアルファベットを使用することもある。
王道プロレス
ジャイアント馬場が提唱したスタイル、思想の一種のことである。
掟破り
相手の得意技を使用することである。対戦相手への挑発など演出的な意味合いで使用される。

## か行
ガーター・マッチ
日本における女子プロレスの原点とも言われている。
カード
試合の対戦の組み合わせのことである。
ガイジン（外人）
来日する外人レスラーのことである。近年は使用される頻度が減っている。
外敵
ある団体に参戦した他団体の選手のことである。
ガチンコ
予め決められたシナリオを無視して試合中に真剣勝負を行うことである。
カバー
ピンフォールの体勢に入ることである。
ギミック
選手がリングで演じられるキャラクターのことである。
キャッチ・アズ・キャッチ・キャン
イングランドを起源とするレスリングの流派。フリースタイルレスリングやプロレスの源流とされている。
ケーフェイ
プロレスの試合をショーとして成立させる上で守らねばならないタブー、暗黙の了解のことである。日本では隠密な会話中に話題を変えるための合図に用いる隠語とされている。
クイック
一瞬の隙を突いて相手をピンフォールして勝利することである。
グリーンボーイ
駆け出し選手のことである。ボクシングの4回戦ボクサーと同義。
コントラ・マッチ
敗者が髪を切ることを約束して行う試合のことである。

## さ行
参戦
業務提携により、興行会社間で選手を人材派遣する場合に用いる表現のことである。レフェリー、リングアナウンサーなど呼ばれる人材も派遣する場合があるが参戦という表現は用いられない。
シグネチャー・ムーブ
必殺技とはならないが選手が必ず試合中に見せる特徴的な得意技のことである。
ジャズ
試合内容をほとんど打ち合わせせずにアドリブで試合を行うことである。
シューター
シュートの実力がある選手、シュートファイトを好んで行う選手のことである。
シュート
観客に見せることを無視して本気で相手を潰そうとすることである。
スカッシュ
団体が今後売り出したい選手をほとんど実績のない無名選手と対戦させ、短時間で一方的な勝利を収めることで、その選手の強さを際立たせる試合。
シュートスタイル
パンチ、キック、サブミッションなど実戦的な技術のみを使用するスタイルのことである。
しょっぱい
「観客を満足させるに足りない」、「情けない」、「中途半端」、「弱い」を表す形容詞のことである。元来は相撲用語。
ジュース
流血のことである。試合中に予期せぬトラブルで流血したケースは「生ジュース」と呼ばれている。
ジョバー
試合でやられ役、負け役のことである。
ジョブ
選手が興行を盛り上げるために対戦相手に敗北することである。
スーパースター
WWEにおける選手の呼称ことである。
ストロングスタイル
アントニオ猪木が提唱したスタイル、思想の一種のことである。
スマート
試合のの台本（ブック）、因縁、抗争などの仕掛け（アングル）を分かった上で楽しむファンのことである。
セール
技を受けた選手が派手に受身をとることである。ダメージを負っている様を表現してみせることである。
セメント
「ガチンコ」と同義。

## た行
ダーク・マッチ
第1試合の前に行われる試合またはテレビで放映されない試合のことである。WWEではテレビ放送分の収録後に来場者向けのダークメインイベントを行う場合もある。
第0試合
「ダーク・マッチ」と同義。スタイルの違いなどの理由から団体が公式戦として認定しない特別試合。団体側は試合の場を提供するが責任は持たないという意味合いで定義する。
タッグマッチ
2対2など複数対複数で行う試合形式のことである。
タッグチーム
タッグマッチによる選手のチームのことである。
団体
プロレス興行会社のことである。
ツープラトン
タッグマッチの際に2人がかりで1人を攻撃する技のことである。
TLCマッチ
試合でTables（机）、Ladders（梯子）、Chairs（椅子）を使用するものである。
ディーヴァ
2016年まで使用されていたWWEにおける女子選手と女子マネージャーの呼称のことである。
デスマッチ
通常の試合形式ではない試合のことである。大まかに完全決着型、敗者制裁型、特殊リング使用型、凶器使用型に分類される。

## な行
ニアフォール
「カウント2.9」などピンフォール寸前でカバーを返すことである。
寝る
格下の相手との試合に負けることである。

## は行
ハードコア・マッチ
通常の試合形式ではない試合のことである。
ハウス・ショー
主にアメリカでのテレビ放映されない興行のことである。
旗揚げ
プロレス団体が開業することである。開業後に初めて開催する興行は「旗揚げ戦」と呼ばれる。
バトルロイヤル
3名以上の個人またはチームが同時に戦い自分または自分たち以外は、すべて敵という状況の中で失格にならずに最後まで生き残った個人またはチームを勝者と認めるというものである。
バンプ
受身のことである。
ヒート
悪役レスラーが尊大な態度や不正行為で観客の憎悪を煽ることである。
ヒール
悪役レスラーのことである。
ピストル
押さえ込んで3カウントを取る時だけ真剣勝負になる全日本女子プロレス独特の内部ルールである。
フィニッシュ・ホールド
選手が使用する決め技のことである。英語圏では「フィニッシュ・ムーブ」と呼ばれている。
フッカー
裏技（フック）を使える選手のことである。「シューター」と同義。
ブック
試合の進行に関する段取り、シナリオを指す言葉のことである。ファンが、この言葉を使用している。
プ女子
プロレス好きの女性のことである。2014年頃から使用され始める。
プロモーター
日本では地方興行において団体から興行権を買って興行を行い興行収入を得る法人のことである。アメリカでは団体の経営者のことである。
ベビーフェイス
善玉、正統派レスラーのことである。
ボーイズ
プロレスラーのことである。
ホイールバロー
プロレスで用いられる動きの一種。
ボッチ
間違い、誤算、判断の誤りによって予め準備されたプロレス技、台詞を失敗することである。

## ま行
マーク
プロレスを真剣勝負（リアル）であると認識して物語（ストーリー）も実際のものであると認識するファンのことである。
マイクパフォーマンス
選手がマイクロフォンを片手にしゃべるパフォーマンスのことである。
マスクマン
覆面レスラーのことである。
マスカラ・コントラ・マスカラ
覆面レスラー同士による試合のうち敗者がマスクを脱ぐことを約束して行うものである。
マネージャー
興行において選手に帯同して行動する者のことである。
メジャー
プロレス団体のうち特に著名なプロレス団体のことである。

## や行
U系
UWFをルーツにもつ格闘技色の強い選手、団体のことである。ファイトスタイルそのものを指す用語としても用いられて「Uスタイル」とも呼ばれている。
ヨカタ
本来は「業界とは無関係の」という意味の大相撲用語である。プロレスに於いては「業界人ではないのに、やけに業界に詳しい」ファンを指す場合もある。基本的には蔑称として用いられる。業界人ではないのに業界に何らかの形でかかわるところまで踏み込んでしまったヨカタを「ハードヨカタ」と表現する場合もある。

## ら行
レスリングブラザーズ
兄弟レスラーのことである。実際の血縁関係がない場合も多い。
両リン
「両者リングアウト」の略。
ルチャリブレ
メキシコ流プロレスのことである。
ロイヤルランブルマッチ
30人の選手が参加して戦いを行なう。時間無制限。通常のバトルロイヤルと大きく異なり、30人が一斉に戦うわけではない。試合開始時には2人の選手のみがリングに存在し、その後60秒または90秒おきに1人ずつ入場してバトルロイヤルを行なっていく。
ロックアップ
選手がリング中央でがっちりと組み合うことである。主に試合序盤の攻防として用いられる。

## わ行
ワーク
予め筋書きが決められた試合のことである。それに沿う行為のことである。